# Isbaal
Isbaal (hebreo:אשבעל Ešbaal "varón de Baal", griego: Ισβααλ Isbaal) también mencionado en la Biblia como Isboset (hebreo:אישבֹשת Yš-bōšeṯ)
fue uno de los cuatro hijos del rey Saúl. Su reinado corresponde a finales del siglo XI a. C. o principios del X a. C.

## Antroponimia
El nombre Isbaal significa "Varón de Baal"; está formado por los elementos אִישׁ ('Yš) que designa al género masculino, y בַּעַל (Ba'al) "señor o dueño", pero también el epìteto genérico de las divinidades cananeas, entendido más tarde como el nombre propio de un dios canaeo; Baal. Isbaal a veces transliterado como Ysbaal, Asbaal o Esbaal, según el Primer Libro de las Crónicas y mencionado bajo la forma Isboset (hebreo: אִֽישְׁבֹּשֶׁת, Išbošet) en el Segundo Libro de Samuel, fue uno de los cuatro hijos del rey Saúl y su sucesor en el trono sobre una parte del reino de Israel. En la Septuaginta aparece como Ασαβαλ (Asabal) o Ισβααλ (Isbaal) en Crónicas y como Ιεβοσθε (Iebosthe) en Samuel. Su reinado corresponde a dos años de finales del siglo XI a. C. o principios del X a. C.
El nombre Isboset se relaciona con la palabra בֹּ֫שֶׁת (bošet) que significa vergüenza o confusión, y que se usa en el contexto de la adoración a dioses distintos de Yahveh. Así, por ejemplo Jerubaal (בֹּ֫שֶׁת, Yĕrubba`al), otro nombre de Gedeón, fue llamado Jeruboset (יְרֻבֶּשֶׁת Yerubbošet) y el propio Mefiboset, sobrino de Isbaal, es denominado Mefiboset  (מְפִיבֹשֶׁת Mefibošet). Al respecto, el consenso entre los estudiosos es la tesis enunciada en primer lugar por Abraham Geiger, según la cual los nombres fueron cambiados posteriormente, para evitar la mención del dios Baal. En su origen, sin embargo, Ba'al "señor o dueño" era una advocación perfectamente válida para designar a Yahveh en cuando dueño de la Tierra Prometida. El estudioso Matitiahu Tsevat, en cambio, ve en bošet una forma cananea del acadio bāštu, una palabra que evoca a la deidad protectora (una especie de ángel de la guarda) del personaje.

## Reinado
La tradición bíblica, única disponible, sobre este personaje no es muy extensa; tres capítulos en los libros de Samuel (2 Sam 2: 4) y dos referencias genealógicas en Crónicas (1 Cr 8:33, 1 Cr 9,39). Los mismos relatos de Samuel, sin embargo, en los cuales se narra sus reinados en Mahanaim lo muestran como una figura marginal, una especie de "rey en las sombras".
Los episodios en los cuales es protagonista son su entronización, sin que se mencione la unción, su conflicto con el general Abner y, por último, su asesinato.
En el primero de ellos, Isbaal es llevado a Mahanaim, en Transjordania, por Abner, el antiguo comandante de Saúl, quien lo proclama rey. Al respecto, como señala Kunz, "queda en claro que Abner es el único agente" mientras que Isbaal lo sigue como una figura pasiva. Después de la muerte de su padre Saúl y sus tres hermanos en la batalla contra los filisteos en el monte Gilboa; Isbaal recibe el poder como herencia y gobierna "todo Israel" (2 Sam 2: 9,) desde Manahaim. Sin embargo, hay un adversario, David, un capitán aventurero y antiguo oficial de Saúl, pasado a los filisteos, quien domina la casa de Judá desde Hebrón. David, de quien se cuenta ha sido ungido ya en vida de Saúl, comienza a comportarse como soberano de su propia tribu y a buscar contactos diplomáticos con otras tribus de la confederación israelita e incluso con ciudades vecinas como Jabes de Galaad (2 Samuel 2: 4-6)
Según el resumen formal de su reinado, Isbaal tenía cuarenta años cuando ascendió al trono de Israel y gobernó por dos años. Esto plantea algunos problemas en relación con los siete años y seis meses que, según (2Samuel 2:11) reinó David en Hebrón; por eso se ha sugerido corregir la lectura y considerar que ambos reinados fueron simultáneos, o bien a postular que la diferencia de cinco años se debe al tiempo que demoró Isbaal en ser reconocido como rey o bien a un interregnum entre su muerte y la proclamación de David como soberano del reino unificado.

## Muerte
Fue asesinado por dos de los capitanes de su ejército, Recab y Baana, quienes esperaban una recompensa por parte de David; este, sin embargo, mandó ajusticiarlos. La cabeza de Isbaal fue enterrada en la tumba de Abner, en Hebrón.

## Ishbaal ben Beda
Según un informe de la Autoridad de Antigüedades de Israel, el nombre "Ishbaal Ben Beda" aparece en una inscripción del siglo X a. C. encontrada en Khirbet Qeiyafa.